# 伊普西·莫雷诺
伊普西·莫雷诺（西班牙語：Yipsi Moreno，1980年11月19日—），古巴女子田径运动员。她曾代表古巴参加2000年、2004年、2008年和2012年夏季奥林匹克运动会田径比赛，获得一枚金牌和一枚银牌。